# Prami Larsen
Prami Larsen (født 15. maj 1957) er en dansk filminstruktør. Han var leder af produktionsværkstedet og platformen for udvikling af filmtalenter kaldet Filmværkstedet i København fra 1995 til 2023.

## Filmografi
- Tvilling (2003)
- Digitale dage - er det paven der taler (2000)
- Digital Workshop 1999 (1999)
- Tv-trailer - Den Digitale Workshop (1998)
- Experimentarium / Gå Til Filmen (1995)
- Højskole Notater, Krogerup Efteråret 1995 (1995)
- Gyldne danske reklamefilm (1995)
- Det vi ikke måtte se - Om filmcensur (1995)
- Mordet på Krogerup (1995)
- Propaganda (1995)
- De første danske reportagefilm (1995)
- De første danske spillefilm (1995)
- Magasinprogrammet København Ca. 1995 - Iv (1995)
- København Ca. 1995 - Tv Præsentation (1995)
- København CA. 1995 (1995)
- Magasinprogrammet København Ca. 1995 - III (1995)
- De første udenlandske spillefilm (1995)
- Fra reportage til dokumentar (1995)
- Carl Th. Dreyer - Min metier (1995)
- Jørgen Leth om "Haiti, uden titel" (1995)
- Itsi Bitsi (1994)
- En erfaring mindre (1993)
- Die Sprache Spricht - Das Ding Dingt (1993)
- Som et strejf (1993)
- The Pitt Rivers Museum, Oxford (1993)
- Sir John Soane's Museum, London (1993)
- Gadens Museum, Nuoro, Sardinien (1993)
- Skæbnens veje (klipper, 1993)
- Dance in the key of TV (1992)
- Instant karma (1992)
- Two tongue tale (1992)
- Kontemplation (1992)
- Du var medvirkende (1992)
- Når din mand er en dreng (1992)
- Iris (1992)
- Trosbekendelse (1992)
- Carry me into the sun (1992)
- Bilen (1992) - klipper
- Sværm (1992)
- Next stop Sovjet (1991)
- You make me do it in strange places (1989)
- En god klovn (1989)
- Det handler om adgang... (1988)
- The Refugee (1988)
- Circum 6 (1988)
- El duende (1987)
- Ikke mig (1986)
- Africa 117! (1985)